# Wilhelm Johann Schlenk
Wilhelm Johann Schlenk (Monaco di Baviera, 22 marzo 1879 – Tubinga, 29 aprile 1943) è stato un chimico tedesco, noto soprattutto per aver sviluppato apparecchiature che permettono la manipolazione di composti sensibili all'aria, e che gli permisero di preparare per la prima volta composti organometallici del litio.

## Vita
Wilhelm Schlenk studiò chimica a Monaco di Baviera, ottenendo il Ph.D. nel 1905 con una tesi sotto la guida di Oskar Piloty. Dopo un breve periodo nell'industria chimica, nel 1906 ritornò a Monaco, dove nel 1909 ottenne l'abilitazione per l'accesso ai concorsi universitari. Nel 1913 fu chiamato all'Università di Jena come professore associato. Nel 1918 fu chiamato a Vienna come professore ordinario e diresse l'istituto chimico. Nel 1921 gli fu offerta la cattedra all'Università di Berlino, dove succedette a Emil Fischer e diventò direttore del laboratorio chimico. Alla presa del potere dei nazisti rimase fedele al suo spirito democratico e si tenne a distanza dal regime. Nel 1935 dovette trasferirsi all'Università di Tubinga, dove l'atmosfera era meno oppressiva. Fu presidente della Società Chimica Tedesca (Deutschen Chemischen Gesellschaft) dal 1926 al 1928, e ne fu espulso nel 1942 per mancanza di lealtà al regime.
Schlenk ebbe quattro figli: tre maschi, che divennero tutti e tre chimici, e una femmina.

## Ricerche

Alcuni recipienti Schlenk

Schlenk è stato uno dei fondatori della chimica organometallica e si occupò in particolare di composti sensibili all'aria di litio, sodio e magnesio. Inventò una serie di apparecchiature che permettevano di manipolare efficacemente composti sensibili all'aria. Fu così il primo a sintetizzare i composti organometallici di litio nel 1917. Studiò anche la chimica dei radicali liberi stabili scoperti da Moses Gomberg, e insieme al figlio Wilhelm Jr. scoprì che gli alogenuri organometallici di magnesio erano coinvolti in un complesso equilibrio chimico ora noto come equilibrio di Schlenk.
Schlenk fu più volte proposto per il premio Nobel, ma non lo vinse. Il suo nome è legato soprattutto allo sviluppo di apparecchiature per la manipolazione di composti sensibili all'aria, tra cui i recipienti Schlenk e la linea Schlenk.